# جبل شنوة (فئة فرقيطة)
جبل شنوة هي فئة فرقيطات من تصميم وتصنيع مؤسسة إنشاء وترميم السفن الجزائرية. تم تطوير هذه الفئة في أحواض بناء السفن في المرسى الكبير بالقرب من وهران في الثمانينيات. الوحدات الأربع متخصصة في الحرب المضادة للسفن وعمليات البحث والإنقاذ.

## التصميم
طورت الفئة عام 1988 وكانت مسلحة بأربعة مدافع من عيار 23 مم. في عام 1995 تم تحديث السفن وجهزت جميع السفن الأربع بأربعة صواريخ من طراز سي-802 الصينية المشتق من الطراز الفرنسي اكسوسيت، ويبلغ مداه 120 كيلومترا، ومزود بنظام توجيه آلي. السفن مسلحة بمدفع رئيسي روسي من طراز أيه كي-176 عيار 76 ملم مع معدل إطلاق نار مرتفع مثبت في مقدمة السفينة ومدفع دفاع جوي من نوع جاتلينج أيه كي-630 عيار 30 ملم مثبت في الخلف.
يبلغ طول السفن 54.8 م، وعرضها 8.5 م فيما تبلغ إزاحتها 550 طن. يبلغ قدرة المحرك 12800 حصان وتصل سرعة السفن إلى 36 عقدة بحرية. يتكون الطاقم من 52 فردا.

## السفن
| الاسم            | رقم الراية | حوض السفن                | الإطلاق       | النكليف     | الحالة    |
| ---------------- | ---------- | ------------------------ | ------------- | ----------- | --------- |
| جبل شنوة         | 351        | مؤسسة إنشاء وترميم السفن | 3 فبراير 1985 | نوفمبر 1988 | في الخدمة |
| الشهاب           | 352        | مؤسسة إنشاء وترميم السفن | فبراير 1990   | يونيو 1995  | في الخدمة |
| القرش            | 353        | مؤسسة إنشاء وترميم السفن | يوليو 2000    | 2002        | في الخدمة |
| رايس حسان باربيا | 807        | مؤسسة إنشاء وترميم السفن | 2017          | 2017        | في الخدمة |